# Diabrotica relicta
Diabrotica relicta is een keversoort uit de familie bladkevers (Chrysomelidae). De wetenschappelijke naam van de soort werd in 1867 gepubliceerd door Christian Wilhelm Ludwig Eduard Suffrian.